# Waldemar Mazur
Waldemar Jan Mazur (ur. 3 grudnia 1950 w Przezwodach) – polski inżynier i samorządowiec, w latach 2002–2006 prezydent Skarżyska-Kamiennej.

## Życiorys
Z wykształcenia inżynier mechanik, ukończył studia na Politechnice Świętokrzyskiej. Kształcił się także w zakresie zarządzania służbą zdrowia. Pracował na stanowiskach urzędniczych, był m.in. zatrudniony w Zakładzie Ubezpieczeń Społecznych.
Został działaczem Sojuszu Lewicy Demokratycznej. W pierwszych bezpośrednich wyborach w 2002 wystartował na urząd prezydenta Skarżyska-Kamiennej, wygrywając w drugiej turze. Cztery lata później bez powodzenia ubiegał się o reelekcję, został natomiast wybrany w skład rady miasta. W 2010 ponownie kandydował bezskutecznie na urząd prezydenta miasta, utrzymując mandat radnego. Z tego ostatniego wkrótce zrezygnował w związku z powołaniem na stanowisko wicestarosty powiatu skarżyskiego. W 2014 bez powodzenia kandydował do sejmiku świętokrzyskiego. W 2018 ubiegał się o mandat radnego rady miejskiej. W 2024 wystartował natomiast do rady powiatu.